# قلعه قلات (قیر و کارزین)
قلعه قلات در استان فارس مربوط به دوره ساسانیان تا قرون میانه اسلامی است و در شهرستان قیر و کارزین، بخش مرکزی، دهستان مبارک آباد، دو کیلومتری غرب روستای بریخون واقع شده است. این اثر با شمارهٔ ثبت ۲۶۶۵۸ به‌عنوان یکی از آثار ملی ایران به ثبت رسیده‌است.